# 80 sogni per viaggiare
80 sogni per viaggiare (Les Aventures de Carlos) è una serie televisiva a cartoni animati. La proprietà della serie è passata alla Disney nel 2001, quando la Disney ha acquisito Fox Kids Worldwide, che include anche Saban Entertainment.

## Personaggi principali
- Carlos
- Ben
- Koichi
- Oscar
- Marianna
- Nonna Tadpole

## Episodi
1. Carlos e il drago
2. La corrida
3. Le balene
4. Origini faraoniche
5. Avventura nello spazio
6. Il tetto del mondo
7. I due evasi
8. Voglia di volare
9. Alla ricerca della nonna
10. Fra' Carlos e l'allegra brigata
11. Viaggio nell'era
12. Il primo volo
13. Circus Carlus
14. Carlos di Troia
15. Babbo Carlos
16. Capitan Carlos
17. King Kong, il re delle scimmie
18. Alla conquista del west
19. Il conte Carlaculas
20. Il salto del Gran Canyon
21. La fonte della giovinezza
22. L'invenzione del telefono
23. L'invasione degli alieni
24. Eric il goffo
25. Bugie benedette
26. Elementare, Carlos, elementare